# 肉山藏妲己

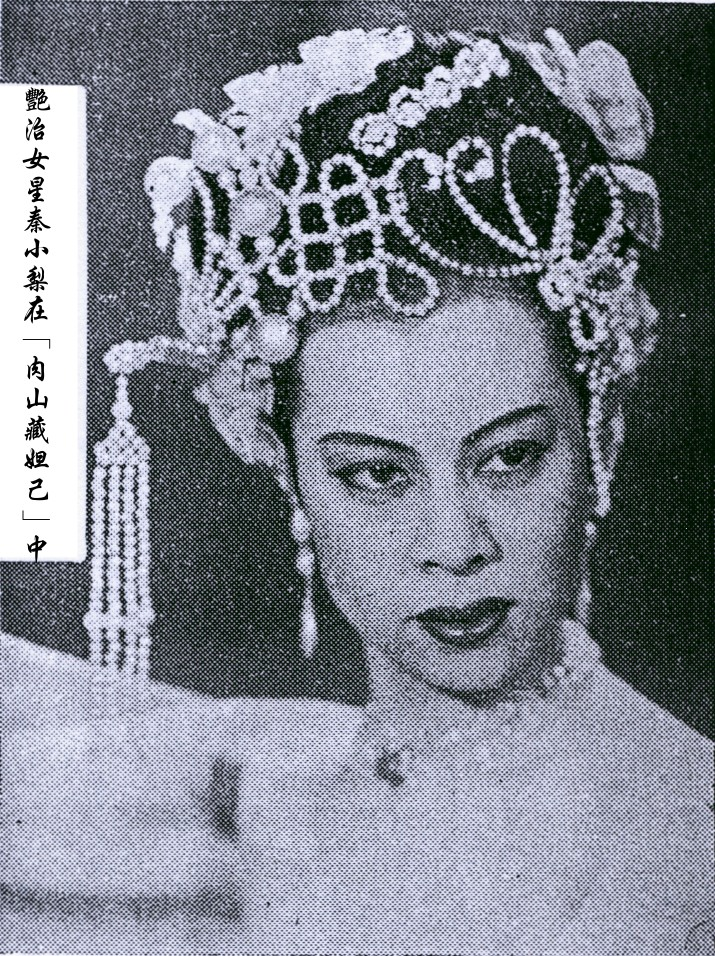
艷冶女星秦小梨在《肉山藏妲己》中

《肉山藏妲己》是1940年代的廣東省新派粵劇，取材自中國古典文學名著封神榜，由粵劇作家楊捷編寫，在1945年在廣州市東樂戲院首演。劇中以飾演女主角妲己的粵劇名旦秦小梨以珠片胸圍配以三角褲的新潮戲服，並加入西洋軟骨功、拗腰咬杯雜技等動作作點子。該劇使秦小梨一炮而紅，是40年代廣東省的流行劇目，後來引致越南劇「仙水瓶」來效法。
移居美國舊金山的灣區之前廣州市粵劇名伶林小群當年在此劇裡才剛剛出道，只站在舞臺上扮演一名無名宮女。她的劇裡對白：「風滿天、雪滿天，不宜久立在山邊。」

## 劇情
商朝末期，紂王昏庸無道，對老百姓濫施炮烙之刑，又寵愛妲己，終日沉溺於酒池肉林之間，江山最終不保。

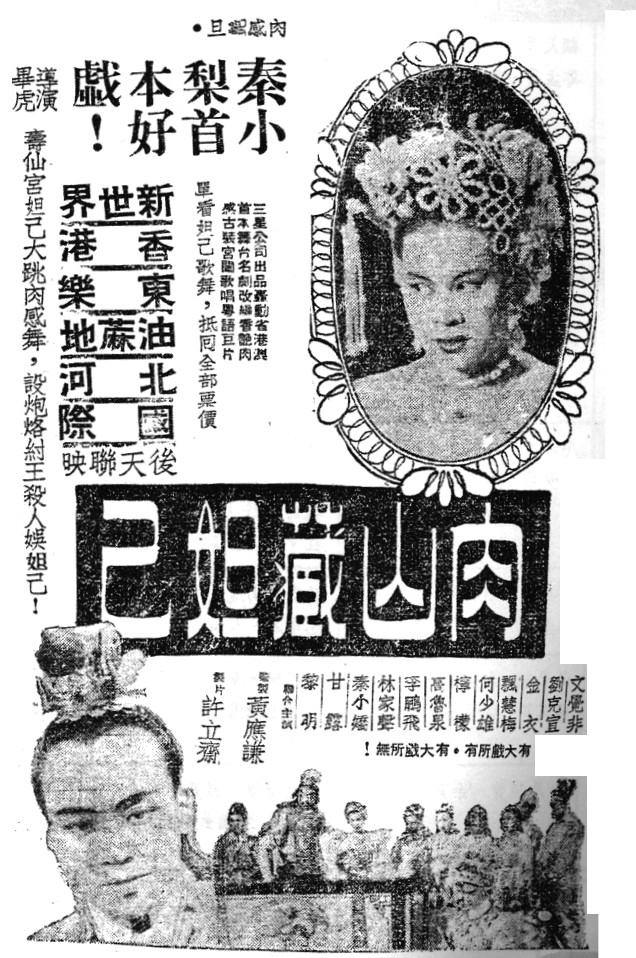
《肉山藏妲己》電影廣告(1949年)

## 電影
肉山藏妲己（1949年）
- 導演：畢虎
- 演員：秦小梨（飾演妲己）、文覺非（飾演伯邑考）、劉克宣（飾演紂王）、金衣、飄慧梅（飾演姜王后）、何少雄、檸檬、高魯泉、李鵬飛、林家聲、秦小嬌、甘露、黎明。
- 首映日期：1949年12月3日，香港
- 粵語 有聲黑白電影

新肉山藏妲己（1958年）
- 導演：馮峰 ，香港演員馮寶寶的父親。
- 演員：秦小梨（飾演妲己） 、羅家權（飾演紂王）、羅劍郎（飾演太子殷郊） 、林家聲（飾演殷洪）、任冰兒 （飾演姜王后） 、靚次伯 （飾演聞太師） 、譚倩紅（飾演聞潔冰） 、劉克宣（飾演尤渾）、少新權（飾演比干）、劉少文（飾演蘇護） 、陳鐵英（飾演梅伯） 、尹靈光（飾演刺客） 、許英秀（飾演費仲）。
- 首映日期：1958年8月8日，香港
- 粵語 有聲黑白電影